# Barbara Gonzaga

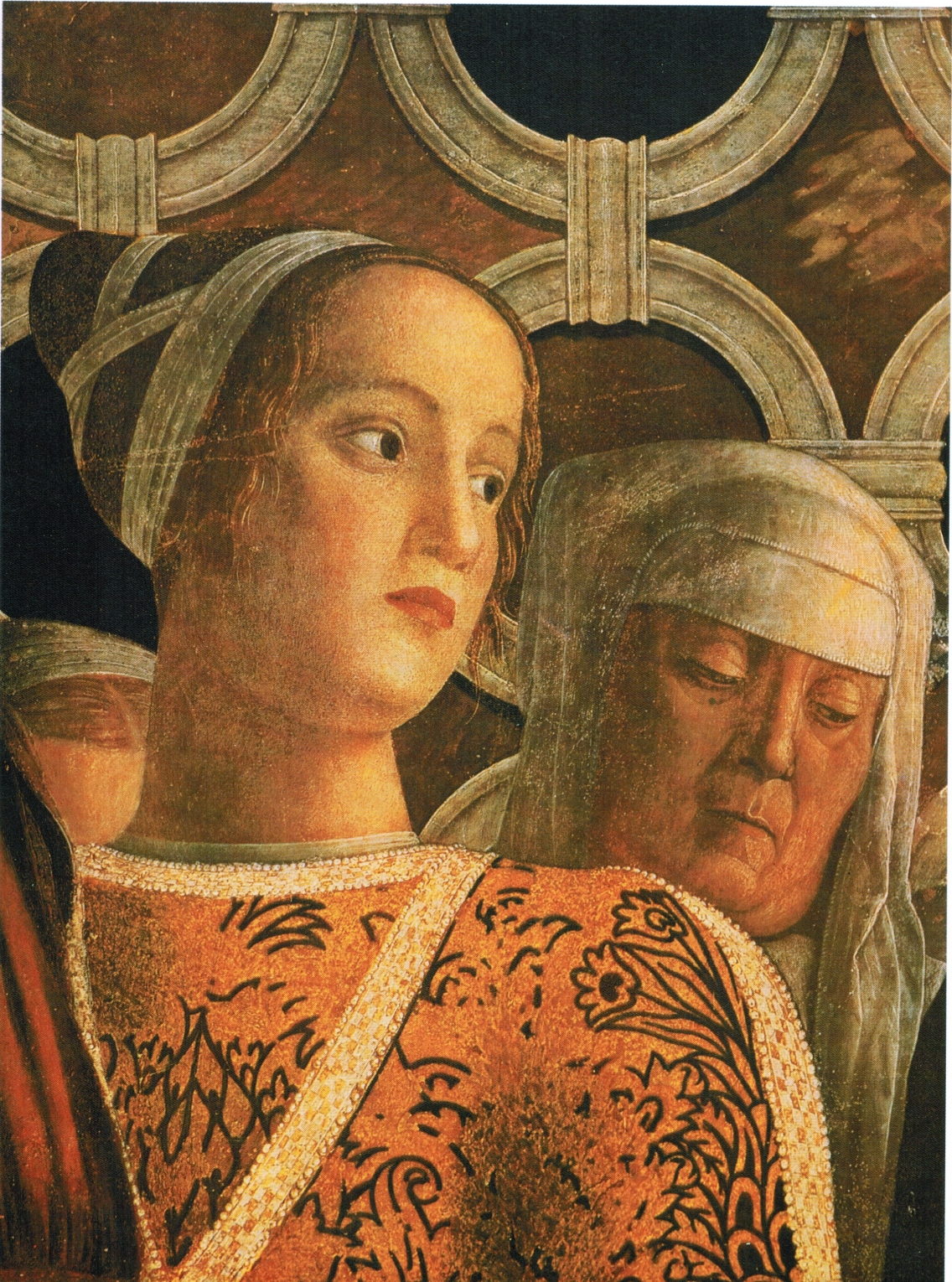
Barbara Gonzaga. Detail uit een fresco van Andrea Mantegna in het hertogelijk paleis van Mantua: Het Hof van Mantua (1471–1474)

Barbara Gonzaga, (Mantua, 11 december 1455 - Böblingen, 31 mei 1503) was een dochter van markgraaf Luigi III Gonzaga van Mantua en zijn echtgenote Barbara van Brandenburg-Kulmbach. Net zoals haar oudste broer Federico I Gonzaga kreeg Barbara in 1474 een Duitse echtgenoot, Everhard I, graaf en later hertog van Württemberg. Haar hele leven bleef zij heimwee hebben naar haar familie in het zonnige Mantua, maar de hoop op een terugkeer ging niet in vervulling, zelfs niet na de dood van haar echtgenoot in 1496. Haar enige kind, Elisabeth, was al als zuigeling in 1476 gestorven. 
Door Barbara en de invloed die zij had op haar man, kregen het humanisme en de renaissancecultuur ingang in Württemberg. Everhard werd onder invloed van zijn vrouw een grote bewonderaar van Italië.